# Vassa
Vassa (Pali) of pansaa (ook wel pansa, phansaa, phansa of vanuit transliteratie naar het Engels phansah of pansah gespeld) (Thai) is de jaarlijkse periode van 3 maanden die boeddhistische monniken in één plaats moeten doorbrengen, en tijdens welke zij slechts beperkte toestemming hebben om te reizen. De vassa duurt van de volle maan van (meestal) juli tot de volle maan van (meestal) oktober. In het Nederlands wordt de vassa de regenretraite genoemd. Het begin en het einde van de vassa zijn ook feestdagen in Theravada boeddhistische landen.

## Oorsprong en nut
De reden voor de introductie van de jaarlijkse vassa ligt in de jaarlijkse moesson ofwel regenseizoen. De boeren in India planten het merendeel van hun gewassen (waaronder rijst) in het regenseizoen, en veel soorten dieren krijgen in het regenseizoen hun jong. Om beschadiging van de (rijst)velden en verstoring van het natuurlijk leven (planten en dieren) te voorkomen, beperkte de vinaya de mogelijkheden tot reizen voor de monniken.
De regel stelt dat bhikkhus de 3 maanden van de moesson in één plaats moeten doorbrengen en dat ze alleen voor bepaalde specifieke (nood)gevallen de nacht buiten deze plaats mochten doorbrengen. Het is niet toegestaan meer dan 6 nachten aaneengesloten weg te zijn. Bhikkhus mogen zelf kiezen in welke plaats zij de vassa willen doorbrengen.
Tegenwoordig wordt de periode van de vassa vaak gebruikt door de monniken om hun energie meer intens op de praktijk van meditatie te richten. Soms worden ook speciale lessen in bijvoorbeeld de vinaya tijdens de vassa gegeven.

## Begin en einde van de vassa
Aan het begin van de pansaa zijn monniken verplicht om intentie tot het doorbrengen van de vassa in een bepaalde plaats formeel te uiten, vaak in een ceremonie.
Aan het einde van de pansaa is er de ceremonie van de pavarana (Pali voor 'uitnodiging'), waarin de monniken elkaar uitnodigen om kritiek of opmerkingen te leveren op hun gedrag in de afgelopen 3 maanden.
De vassa begint (in Thailand) de dag na Asalha Puja, en eindigt 3 volle manen later. Het begin van de vassa wordt in Laos en Thailand 'Khao Pansaa' genoemd (soms Khaw Phansah gespeld), het einde van de vassa heet 'Auk Pansaa' (Awk Phansah). Beide dagen zijn feestdagen in de Theravada boeddhistische landen. In het Mahayana en het Tibetaans boeddhisme wordt de traditie van de vassa veelal niet gevolgd.

## Gerelateerde zaken
De senioriteit van een bhikkhu wordt in vassa gemeten. Indien een monnik 12 regenseizoenen achter elkaar continu monnik is geweest, wordt gezegd dat die monnik 12 vassa is of 12 vassa heeft.
Een monnik moet de vassa doorbrengen in een ruimte met een dak en met muren. Hij mag deze periode niet zomaar in het wild doorbrengen.